# Grammy Award for Best Dance Pop Recording
Der Grammy Award for Best Dance Pop Recording, auf Deutsch „Grammy-Auszeichnung für die beste Dance-Pop-Aufnahme“, ist ein Musikpreis, der 2024 von der amerikanischen Recording Academy eingeführt worden ist. Ausgezeichnet werden Interpreten, Produzenten und Mischtechniker von Musikstücken, die dem Genre Dance-Pop zuzuordnen sind. Dabei muss es sich um Gesangsstücke handeln, die zum größeren Teil Neukompositionen sind.

## Geschichte und Hintergrund
Das in den 1980er Jahren aufgekommene Genre Dance-Pop war ursprünglich in der Dance-Kategorie enthalten gewesen, aber ab 2012 nicht mehr berücksichtigt worden. In den 2020ern hatte es sich aber durch die Vermischung anderer moderner Musikrichtungen weiterentwickelt und durch erfolgreiche neue Popinterpreten viel an Bedeutung gewonnen. Dadurch entstand der Bedarf, als Ergänzung zum reinen Dance-Genre auch diesen Bereich abzudecken. Deshalb wurde im Jahr 2024 eine neue Kategorie, erst unter der Bezeichnung „Pop Dance Recording“ und ab dem Jahr darauf als „Dance Pop Recording“, definiert. Der Stil wird wie folgt beschrieben:

“Dance Pop is generally uptempo, danceable music that follows a pop arrangement, featuring strong rhythmic beats, significant electronic-based instruments with an emphasis on the vocal performance, melody and hooks. Dance Pop is highly eclectic, borrowing influences from other genres and is generally suitable for a contemporary pop audience.
Additionally, it is common for Dance Pop to be inspired by many sub genres of Dance & Electronic music, but be differentiated by vocals that are generally present throughout and high in the mix.”

„Dance-Pop ist allgemein tanzbare Up-tempo-Musik, die einem Pop-Arrangement folgt. Merkmale sind kräftige rhythmische Beats, im Wesentlichen elektronisch erzeugte Instrumente mit einer Betonung der stimmlichen Darbietung, der Melodie und der Hooks. Der Dance-Pop ist äußerst vielschichtig und nimmt Einflüsse anderer Genre auf. Er ist generell geeignet für die heutige Pophörerschaft.
Darüber hinaus wird Dance-Pop üblicherweise von vielen Subgenres von Dance und elektronischer Musik inspiriert, jedoch ist im Gegensatz dazu der Gesang gewöhnlich durchgängig vorhanden und dominant in der Abmischung.“

Mehr als 50 % des Musikstücks müssen neu komponiert sein, der wesentliche Teil der Aufnahme darf nicht älter als fünf Jahre sein und die Erstveröffentlichung muss im jeweiligen Auszeichnungszeitraum stattgefunden haben. Neuabmischungen von vorhandenen Musikstücken werden in der Kategorie beste Remix-Aufnahme berücksichtigt.
Trophäen gehen an die Interpreten, die Produzenten und die Mixer. Die beteiligten Techniker (Engineer, Immersive Producer, Immersive Engineer) sowie die Autoren bekommen ein Zertifikat ausgehändigt.
Erste Siegerin als Interpretin in dieser Kategorie war Kylie Minogue mit ihrem Stück Padam Padam. Die Australierin hatte 2004 bereits mit Come into My World in der damals noch vereinigten Dance-Kategorie gewonnen.

## Gewinner und Nominierte
| Jahr                 | Titel / Interpret                               | Produzenten (P) / Mixer (M)    | Nominierte | Bild des/der Gewinner(s) |
| -------------------- | ----------------------------------------------- | ------------------------------ | --- | ------------------------ |
| 2024 4. Februar 2024 | Padam Padam von Kylie Minogue Australien        | Lostboy (P), Guy Massey (M)    | - Baby Don’t Hurt Me von David Guetta, Anne-Marie & Coi Leray (P: Johnny Goldstein, Toby Green, David Guetta, Mike Hawkins: M: Serban Ghenea) - Miracle von Calvin Harris featuring Ellie Goulding (P: Burns, Calvin Harris; M: Calvin Harris) - One in a Million von Bebe Rexha & David Guetta (P: Burns, David Guetta, Timofey Reznikov; M: Serban Ghenea) - Rush von Troye Sivan (P: Styalz Fuego, Novodor, Zhone; M: Alex Ghenea) | Kylie Minogue 2024       |
| 2025 2. Februar 2025 | Von Dutch von Charli XCX Vereinigtes Königreich | Finn Keane (P), Tom Norris (M) | - Make You Mine von Madison Beer (P: Madison Beer, Leroy Clampitt; M: Mitch McCarthy) - L’amour de ma vie (Over Now Extended Edit) von Billie Eilish (P: Billie Eilish, Finneas; M: Jon Castelli, Aron Forbes) - Yes, And? von Ariana Grande (P: Ariana Grande, Ilya, Max Martin; M: Serban Ghenea) - Got Me Started von Troye Sivan (P: Ian Kirkpatrick; M: Alex Ghenea)                                                             | Charli XCX 2022          |